# Дони Дарко
Дони Дарко (енгл. Donnie Darko) је америчка научнофантастична драма из 2001. године, у режији Ричарада Келија са Џејком Џиленхолом у насловној улози, док се у осталим улогама појављују Џена Малон, Меги Џиленхол, Џејмс Дувал, Дру Баримор, Мери Макдонел, Кетрин Рос, Патрик Свејзи, Ноа Вајл, Сту Стоун и Дејви Чејс. Радња прати авантуре проблематичног насловног лика, док он тражи значење својих визија, повезаних са судњим даном.
Филм је снимљен за 28 дана, што је повезано са поруком у филму. Премијерно је приказан 19. јануара 2001. године на Филмском фестивалу Санденс, пре него што је пуштен у одређеном броју биоскопа 26. октобра исте године. Због рекламе филма која садржи авион који се срушио и напада 11. септембра, који су се догодили месец дана раније, филм је ретко рекламиран. Зарадио је преко 7,5 милиона долара, наспрам буџета од 4,5 милиона долара.
Упркос почетној слабој заради, Дони Дарко је хваљен од стране критичара. Критичари су хвалили причу, глуму и тон филма. Нашао се на другом месту листе магазина Емпајер „50 најбољих независних филмова”, као и на 53. месту на листи „500 најбољих филмова свих времена”. Реализован је на ВХС и ДВД платформама у марту 2002. године. Кућна дистрибуција филма је била веома успешна, зарадивши му додатних пола милиона долара и филм је добио култни статус. Проширено издање филма је изашло 2004. године, на специјалном ДВД издању са два диска. Позоришна адаптација се појавила 2007. године, а наставак, С. Дарко, 2009. године.

## Радња
Радња филма смештена је 1988. године у Мидлсексу (Вирџинија) у време председничких избора. Главни лик, Дони Дарко, је тинејџер са психичким проблемима. Једне ноћи, Дони, пратећи необичан звук, у дворишту сусреће демонског човеколиког зеца Френка, који га обавештава да ће крај света бити за 28 дана, 6 сати, 42 минута и 12 секунди. Ујутро се буди на игралишту за голф и враћа се кући где открива да је са неба мистериозно пао авионски мотор тачно на његову собу.
Сутрадан у школи упознаје нову ученицу, Гречен, којој се одмах свиди. Исте ноћи поновно сусреће Френка, који га наговара да изазове поплаву у школи, што Дони и чини. Следећег јутра, школа је поплављена због квара у водоводу. Истог дана, чекајући аутобус сазнаје да нема наставе; на повратку кући среће Гречен којој досађују школски насилници, па је на њен позив отпрати до њене куће.
Ускоро опет разговара са Френком, који га овај пут заинтересује за путовање кроз време. Дони због тога прича са професором физике, који му даје књигу Филозофија путовања кроз време, чија је ауторка Роберта Спароу, стогодишњакиња и локална чудакиња која живи сама у порушеној кући и цео дан стоји на путу и проверава поштанско сандуче.
Дони ускоро на улици проналази новчаник Џима Канингема. Канингем је популарни аутор метода за самопомоћ, кога је Дони јавно осрамотио својим испадом за време његовог говора у школској дворани. Те ноћи се састаје са Гречен и одлази у биоскоп; за време филма у празном биоскопу, она заспи и појављује се Френк. Френк му испод маске зеца открива људско лице са рупом од метка у десном оку и наређује му да спали кућу Џима Канингема, што Дони и чини искрадајући се из биоскопа и вративши се пре него се Гречен пробудила. Сутрадан на вестима објављују да су ватрогасци у спаљеној кући пронашли скривену собу препуну педофилског материјала. Kити Фармер, Донијева учитељица која веома поштује Канингема, сматра да је то намештаљка и одлучује да брани Џима. Због тога замоли Донијеву мајку да отпутује у Калифорнију као пратња групи школарки на њиховом плесачком наступу. За то време, Френк наговара Донија да пише Роберти Спароу о свом схватању књиге.
Kако су им родитељи изван града, Дони и његова старија сестра Елизабет, организују журку за Ноћ вештица, како би прославили Елизабетин упис на Харвард. Међу бројним гостима је и Елизабетин дечко Френк, који јако подсећа на Донијевог пријатеља. Френк у једном тренутку одлази аутомобилом са забаве како би набавио још пива.
Када схвати да је најављени крај света за само пар сати, Дони одлази са Гречен и двојицом пријатеља до куће Роберте Спароу, како би истражили подрум. Тамо затичу двојицу школских насилника који га пљачкају. Током сукоба, један од њих гура Гречен на улицу. Истовремено се тим путем вози Френк у повратку на журку. Роберта стоји насред улице и чита Донијево писмо, а он, како би је избегао, нагло скреће и случајно прегази Гречен. Видевши да је Гречен мртва, Дони узима пиштољ од пљачкаша и упуца Френка у око. Узима мртву Гречен и односи је на врх брда изван града.
Са брда гледа на необичну олују која се надвила над градом, док над њим лети авион којим се Донијева мајка враћа из Калифорније. Са авиона у једном тренутку отпада мотор и пролази кроз црвоточину у олуји. Време се враћа и Дони се сада налази у својој соби оног дана кад ће на њу пасти мотор. Лежи на кревету, смејући се, док мотор не падне и овај пут га убије.
Сутрадан, након несреће, гомила се окупила пред кућом породице Дарко. Међу њима је и Гречен која, иако у овом времену није упознала Донија, изгледа као да има нека сећања о ономе што се могло догодити и збуњено махне Донијевој мајци коју такође не би требало да познаје.

## Улоге
| Глумац        | Улога                  |
| ------------- | ---------------------- |
| Џејк Џиленхол | Дони Дарко             |
| Џена Малон    | Гречан Рос             |
| Мери Макдонел | Роуз Дарко             |
| Холмс Озборн  | Еди Дарко              |
| Кетрин Рос    | Лилијан Терман         |
| Меги Џиленхол | Елизабет Дарко         |
| Дејви Чејс    | Сем Дарко              |
| Џејмс Дувал   | Френк Андерсон         |
| Дру Баримор   | Карен Памерој          |
| Патрик Свејзи | Џим Канингем           |
| Сту Стоун     | Роналд Фишер           |
| Сет Роген     | Рики Данфорт           |
| Ноа Вајл      | професор Кенет Монитоф |